# IXL, Oklahoma
IXL, Oklahoma (енгл. IXL) град је у америчкој савезној држави Оклахома.

## Демографија
По попису из 2010. године број становника је 51.
| Група             | 2000.    | 2010.      |
| Белци             | 0 (0,0%) | 8 (15,7%)  |
| Афроамериканци    | 0 (0,0%) | 33 (64,7%) |
| Азијати           | 0 (0,0%) | 0 (0,0%)   |
| Хиспаноамериканци | 0 (0,0%) | 0 (0,0%)   |
| Укупно            | 0        | 51         |